# Ожье, Паскаль
Паскаль Ожье (фр. Pascale Ogier; 26 октября 1958, Париж — 25 октября 1984, там же) — французская актриса.

## Биография
Настоящее имя — Паскаль Никола (Паскаль Маргерит Сесиль Клод Колетт Никола). Дочь музыканта Жиля Никола и Мари-Франс Тьеллан, позднее ставшей актрисой под именем Бюль Ожье. Родилась через два года после расставания родителей, как плод короткой связи во время отпуска. Росла с матерью и отчимом, режиссёром и продюсером Барбе Шрёдером, благодаря чему хорошо знала кинематографистов, сотрудничавших с компанией Les Films du Losange. С детства была знакома с Эриком Ромером, апартаменты которого находились в том же доме, что и квартира Шрёдера. Как считается, именно отчим приобщил падчерицу к тлетворному миру своего кумира Чарлза Буковски.
Изучала литературу и кинематограф в Сорбонне, но бросила занятия ради актёрской карьеры, успев застать последние годы эпохи повального увлечения токсикоманией и свободной любовью, закончившегося в связи с распространением СПИДа в начале 1980-х.
В 1978 году получила свою первую роль во втором полнометражном фильме малоизвестного режиссёра Жан-Клода Бриссо, которого поддерживал Ромер. В том же году Ромер предложил ей небольшую роль в «Персевале Валлийце».
На Фестивале нового кино в Монреале (фр.) Паскаль познакомилась с Джимом Джармушем, с которым затем некоторое время состояла в любовной связи. В следующем году участвовала в декоративном проекте арт-директора Джармуша Бенджамина Балтимора, с которым также вступила в связь, образовав любовный треугольник. В Париже её кругом общения была богемная компания либертинов, одевавшаяся в стиле буржуазной субкультуры bon chic bon genre (фр.), и собиравшаяся в подвале зала Палас на Монмартре (Джим Джармуш, Ева Ионеско, Кристиан Лубутен, Тьерри Ардиссон, Ален Пакадис, Полин Лафон, Паскаль Греггори, Элли Медейрос, Виржини Тевене, при участии Бернадетт Лафон и Ролана Барта).
В 1979 году Ромер поставил на сцене театра Амандье в Нантере пьесу Генриха фон Клейста «Кетхен из Хайльбронна» в новом переводе, где Ожье сыграла вместе с «ромеровскими» актрисами Мари Ривьер, Ариэль Домбаль и Розеттой, заменив Беатрис Роман.
В 1981 году вместе с матерью снималась в одной из главных ролей в фильме Жака Риветта «Северный мост», в котором также была соавтором сценария. Эта роль принесла ей некоторую известность и в Соединенных Штатах, как подающей надежды актрисе. В 1982 году снималась обнаженной у своего партнера Бенджамина Балтимора в качестве Марианны для афиш представления Перспективы французского кино на Каннском фестивале — «Марианне не хватает воздуха», «Марианне хватает воздуха».
В 1983 году Кен Мак-Маллен, работавший в стиле, сопоставимом с манерой Жака Риветта и Жан-Люка Годара, доверил ей одну из главных ролей в фильме «Танец духов», среднеметражном экспериментальном фильме, вдохновленном юнгианским психоанализом в интерпретации Дерриды. За эту роль она удостоилась похвалы Маргерит Дюрас.
В 1984 году Паскаль Ожье сыграла свою самую большую роль — Луизы — в одном из самых знаменитых фильмов Ромера — «Ночи полнолуния». Эта работа принесла ей европейскую известность, в сентябре она получила на Венецианском кинофестивале из рук Микеланджело Антониони кубок Вольпи за лучшую женскую роль. Ожье сама выбирала костюмы и придумала прическу героини со взбитыми кверху волосами, вошедшую в моду после выхода фильма. Сама актриса стала иконой стиля для молодежи 1980-х годов — так называемого поколения «ново» (пост-панк).
Осенью начались съемки фильма Дидье Одепена «Эльза, Эльза», где Ожье играла главную роль. 17 октября она участвовала в официальном приеме в Елисейском дворце, где президент Миттеран собрал модельеров и знаменитых артистов.
25 октября 1984 года, спустя два с половиной месяца после премьеры «Ночей полнолуния», перед премьерой своего последнего фильма «Аве Мария», и накануне своего 26-го дня рождения актриса скончалась от сердечного приступа, выйдя из Паласа после вечеринки вместе с одним из приятелей-либертинов. Через много лет было официально подтверждено, что смерть была вызвана передозировкой героина, осложненной кардиопатией.
Паскаль Ожье погребена на кладбище Пер-Лашез, недалеко от могилы Джима Моррисона.
На съемках фильма «Эльза, Эльза» её заменила Лио. В феврале 1985 году, на церемонии «Сезара», Ожье номинировалась на премию за лучшую женскую роль посмертно, став второй, после Роми Шнайдер, актрисой, удостоенной подобной чести.
Поэтесса Югетт Шанру написала «Песню для Паскаль», прочитанную Майклом Лонсдейлом на France Culture. Певец Рено Сешан включил в свой альбом «Mistral gagnant» посвященную актрисе песню «P’tite conne» («Маленькая дурочка»), где прямо не называл её по имени, но проклинал наркотики и «этих подонков дилеров». Джармуш, собиравшийся снимать Ожье в одном из своих фильмов, посвятил ей ленту «Вне закона».
Джармуш отзывался о ней следующим образом:

Паскаль сочетала самую чувственную женственность, красоту и дух интеллектуального криминала. Всякий авторитет, все то, что могло быть навязано вашему уму, ей внушало ужас и приводило в ярость. Её нельзя было контролировать. Она была очень требовательна, но только для того, чтобы избежать контроля. Не часто встретишь человека столь юного и при этом столь знающего свет. Мне нравилась её культурность, я любил её: этот преступный стиль поведения. Она была личностью. Она была не как все.— 
Несмотря на то, что Паскаль Ожье снималась и у Жака Риветта, она осталась в истории кинематографа именно как «ромеровская» актриса, исполнительница одной значительной роли.

## Фильмография
Телевидение
- 1978 — Жизнь, как она есть / La Vie comme ça (телефильм, реж. Жан-Клод Бриссо) — Мюриель Пюшо
- 1980 — Кетхен из Хайльбронна / Catherine de Heilbronn (телефильм, реж. Эрик Ромер) — Кетхен из Хайльбронна

Эпизодические роли
- 1969 — Полина уходит / Paulina s'en va (реж. Андре Тешине) — девочка со свечой (в титрах не указана)
- 1978 — Персеваль Валлиец / Perceval le Gallois (реж. Эрик Ромер) — дева / в хоре
- 1980 — Квартет / Quartet (реж. Джеймс Айвори)
- 1981 — Подлинная история дамы с камелиями / La storia vera della signora delle camelie (реж. Мауро Болоньини) — Олимпа (в титрах не указана)

Короткометражные фильмы
- 1981 — Париж уходит / Paris s'en va (реж. Жак Риветт) — голос
- 1982 — Слишком поздно для пустяков / Il est trop tard pour rien (реж. Пьер Новьон)
- 1985 — Розетта торгует розами / Rosette vend des roses (реж. Розетта)

Роли второго плана
- 1982 — Судьба Джульетты / Le Destin de Juliette (реж. Алин Иссерман) (сцена вырезана при монтаже)
- 1983 — Внешние знаки богатства / Signes extérieurs de richesse (реж. Жак Монне) — ассистентка доктора
- 1984 — Аве Мария / Ave Maria (реж. Жак Ришар) — Анжелика

Главные роли
- 1982 — Северный мост / Le Pont du Nord (реж. Жак Риветт) — Батиста
- 1983 — Танец духов / Ghost Dance (реж. Кен Мак-Маллен) — Паскаль
- 1984 — Ночи полнолуния / Les Nuits de la pleine lune (реж. Эрик Ромер) — Луиза